# Эду, Марк Антуан
Марк Антуан Эду (фр. Marc-Antoine Eidous; 1724, Марсель — 1790) — французский переводчик.
Начал свою переводческую деятельность с участия в работе над переводом с английского языка «Медицинского словаря» Роберта Джеймса (фр. Dictionnaire universel de medicine, 1746—1748, совместно с Дени Дидро и Франсуа Венсаном Туссеном). Среди последующих переводов Эду — «История поэзии» Джона Брауна (1764), «Теория нравственных чувств» Адама Смита (1764), путевые записки Джона Белла (1766), философские сочинения Фрэнсиса Хатчесона и др.